# José Rodríguez Carballo
José Rodríguez Carballo OFM (Lodoselo, 11 de agosto de 1953) es un sacerdote católico español, arzobispo de Mérida-Badajoz, desde junio de 2024.
Pertenece a la Orden Franciscana; en 2003 fue elegido Ministro general de la Orden de Frailes Menores, cargo que desempeñó hasta abril de 2013, cuando fue nombrado arzobispo titular de Belcastro y secretario de la entonces Congregación para los Institutos de Vida Consagrada y las Sociedades de Vida Apostólica, manteniendo el cargo hasta septiembre de 2023.

## Biografía
José nació el 11 de agosto de 1953, en la parroquia de Lodoselo, del municipio español de Sarreaus, Orense.
En 1964, ingresó en el Seminario Menor de la Provincia Franciscana de Santiago de Compostela, en Castroverde de Campos; al año siguiente se trasladó al Seminario de Herbón.
Cursó estudios de Filosofía (1971-1973) en el Centro de Estudios Teológicos de Santiago de Compostela; trasladado a Jerusalén en 1973, en la Custodia de Tierra Santa, donde realizó los estudios de Teología, obteniendo la licenciatura en 1976.
Desde 1976 asistió al Studium Biblicum Franciscanum de Jerusalén, obteniendo la licenciatura en Teología bíblica en 1978. Luego realizó estudios en el Pontificio Instituto Bíblico, consiguiendo la licenciatura en Sagrada Escritura en 1981.
Es políglota, ya que habla: español, inglés, francés, italiano, y portugués, además sabe: latín, griego bíblico y hebreo bíblico.

### Vida religiosa
En julio de 1970, ingresó en el Noviciado de la Orden de Frailes Menores, en el Convento de Puenteareas.
Realizó su primera profesión de votos religiosos el 9 de agosto de 1971 y la profesión solemne el 8 de diciembre de 1976, en la Basílica de la Anunciación en Nazaret.
Su ordenación sacerdotal fue el 28 de junio de 1977, en el Monasterio de San Salvador de Jerusalén.
Como sacerdote ha desempeñado los siguientes ministerios:
- Maestro de postulantes y ecónomo del monasterio de San Diego de Canedo en Puenteareas.
- Definidor, secretario provincial de Formación y Estudios, comisario de Tierra Santa y maestro de novicios.
- Profesor de Sagrada Escritura en el Seminario Diocesano de Vigo (1982-1992) en el Centro de Estudios Teológicos de Santiago de Compostela, enseñando también Teología de la Vida consagrada (1985-1992).
- Guardián y rector del convento de San Francisco de Santiago de Compostela y maestro de Frailes Temporales (1989-1992).
- Presidente de la Conferencia de Religiosos de Galicia (1989-1997).
- Ministro provincial de Santiago de Compostela (1992-1997).
- Presidente de la Union des Frères Mineurs d'Europe (UFME), el Consejo Europeo de Superiores Franciscanos (1993-1997).[4]
- Definidor general de la Orden Franciscana, secretario general para la Formación y los Estudios, y el delegado del gran canciller para la Pontificia Universidad Antonianum (1997-2003).
- Visitador general de la Custodia de los Santos Mártires de Marruecos; de la provincia franciscana de San Salvador de Horta de Cataluña; de las casas de formación de la provincia de Asunción y de San Francesco en Polonia.

El 5 de junio de 2003 fue elegido 119.º ministro general de la Orden de Frailes Menores; el cardenal Jorge Medina que participó designado por el papa Juan Pablo II fue quien le hizo entrega de los sellos de la Orden. Fue confirmado en su cargo en el capítulo general del 4 de junio de 2009, actuando esta vez como delegado del papa Benedicto XVI, el cardenal José Saraiva.

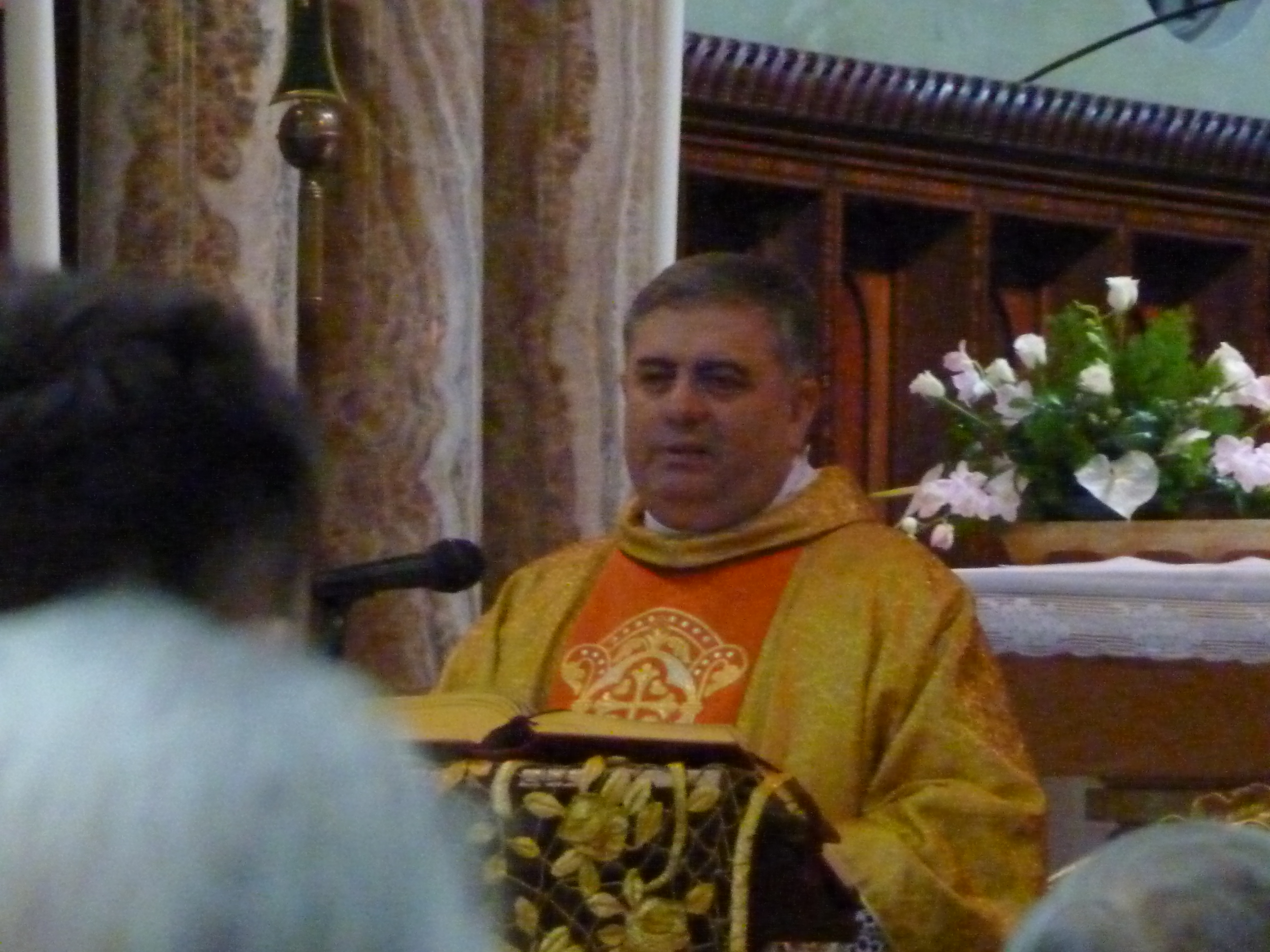
Rodríguez en marzo de 2011.

El 7 de agosto de 2004, el papa Juan Pablo II lo nombró miembro de la Congregación para la Evangelización de los Pueblos, y como tal ha participado en los Sínodos de los Obispos de 2005, 2008, 2010 y 2012. En 2005 participó en la Jornada Mundial de la Juventud en Colonia. También participó en la V Conferencia General del Episcopado Latinoamericano de Aparecida en 2007.
- Presidente de la Unión de Superiores Generales (2012-2013).[8]

### Episcopado

#### Curia romana
El 6 de abril de 2013, el papa Francisco lo nombró arzobispo titular de Belcastro y secretario de la Congregación para los Institutos de Vida Consagrada y las Sociedades de Vida Apostólica. Fue consagrado el 18 de mayo del mismo año, en la Catedral de Santiago de Compostela, a manos del cardenal Tarcisio Bertone.
En diciembre del 2014 quedó involucrado en el escándalo que sacudió la Orden de los Frailes Menores; en aquella época, en efecto, era todavía ministro general, y se «habrían vaciado las cuentas de la Orden, poniendo en dificultad la organización religiosa». El caso apareció en septiembre de ese año, cuando la Fiscalía suiza decidió poner bajo secuestro decenas de millones de euros, invertidos por los franciscanos en sociedades que acabaron bajo investigación por tráfico ilegal de armas y droga.

#### Mérida-Badajoz

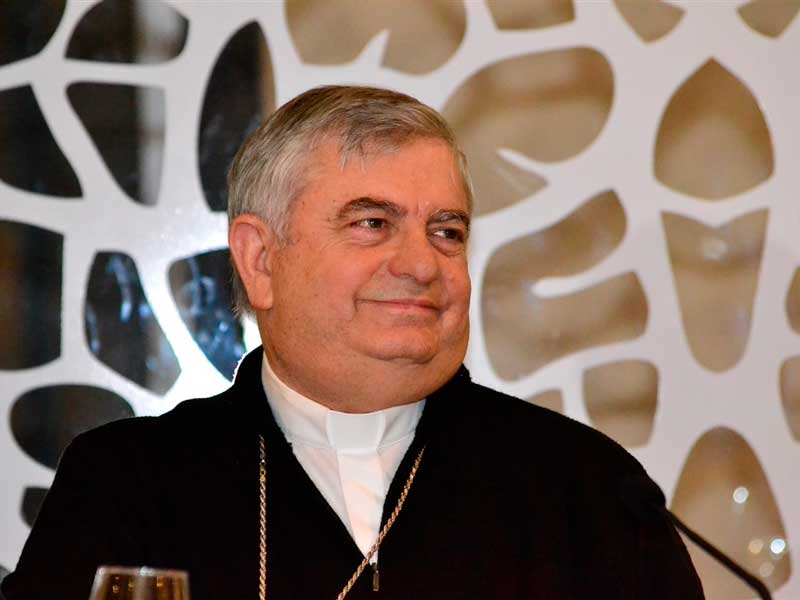
Rodríguez en 2023.

El 14 de septiembre de 2023, el papa Francisco lo nombró arzobispo coadjutor de Mérida-Badajoz. Continuó desempeñando sus funciones en la Curia hasta el 31 de octubre de 2023. Tomó posesión de su oficio el 25 de noviembre, en la Catedral de Badajoz.
En la Conferencia Episcopal Española es, desde marzo de 2024, miembro de la Comisión Episcopal para la Vida Consagrada.
El 29 de junio de 2024, aceptada la renuncia de Celso Morga Iruzubieta, pasó automáticamente a ser arzobispo de Mérida-Badajoz.
El 29 de junio de 2025,León XIV le colocó personalmente el Palio en la Basílica de San Pedro 

## Condecoraciones
- Doctorado honoris causa por la Universidad de Las Américas.
- Doctorado honoris causa por la Universidad de San Buenaventura (Colombia).
- Doctorado honoris causa por la Universidad de San Buenaventura (Estados Unidos).
- Miembro de la Academia Internacional de Cultura portuguesa.

## Escudos de armas
|                                |
| Arzobispo titular de Belcastro |

|                             |
| Arzobispo en Mérida-Badajoz |